# Андросов, Антон Фёдорович
Антон Фёдорович Андросов (род. 4 августа 1970, Москва, СССР) — советский и российский киноактёр, продюсер. Наиболее известен по дебютной главной роли в фильме «Плюмбум, или Опасная игра», а также по ролям в фильмах «Беспредел» и «Здравия желаю! или Бешеный дембель».

## Биография
Родился в Москве. Мать — учитель, отец — инженер.

Как-то в московскую школу, где учился 10-летний Антон Андросов, пришли с «Мосфильма». Спросили: «Кто хочет сниматься в кино?» Леса рук не увидели и ужасно огорчились.
— И тут я, худой, маленького роста, троечник, встал и сказал: «А можно я?» — вспоминает Андросов. — Но пробы в фильм «Витя Глушаков — друг апачей» не прошёл. Я решил пробоваться в другие фильмы — без кастинга не проходило и месяца.

Удача улыбнулась лишь через два года — режиссёр Елена Чурбакова взяла его на роль беспризорника в дипломную работу «Дыб». Так и решилась киносудьба Андросова — играть детей, а позже — взрослых с непростым характером.— 
В 1988 году поступил в Московский химико-технологический институт им. Д. И. Менделеева на факультет технологии силикатов.

— А почему Вы поступили в химико-технологический?

— Не хотел идти в армию, так как было много предложений в кино. И хотя я прошёл по конкурсу в Щепкинское училище, меня туда, как не отслужившего, не приняли. Пришлось пойти в МХТИ, где была военная кафедра. Как только ситуация изменилась, я перевёлся во ВГИК на экономический. Параллельно с учёбой я открыл свою студию, делал телепрограммы, был администратором клипов, телепередач. И продолжал сниматься.— 
Окончил экономический факультет ВГИК.
С 1996 года директор ЗАО «Инфофильм», занимался съемками документального кино. В начале 2000-х Андросов начал снимать порно, посчитав, что «на этом можно заработать». Бывало, что выпускал 12 DVD с эротическим содержанием за год.

## Фильмография
- 1986 — Плюмбум, или Опасная игра — Руслан Чутко, «Плюмбум»
- 1987 — Про любовь, дружбу и судьбу — Витька
- 1987 — Запомните меня такой — Олег, правнук
- 1989 — Беспредел — Филателист
- 1990 — Фанат-2 — «Филин»
- 1990 — Здравия желаю! или Бешеный дембель — Митя Агафонов
- 1991 — Мементо мори
- 1992 — Квартира — Митя
- 1999 — Досье детектива Дубровского — Георгий Уланов, он же «Гоша», «Умник»

## Критика
Кинокритик Д. Горелов в статье для справочника «Новейшая история отечественного кино» отмечает роли Андросова в фильмах «Плюмбум, или Опасная игра», «Здравия желаю! или Бешеный дембель» и «Беспредел», которые он относит к типу искоренителя пороков общества.